# Seznam finskih matematikov
Seznam finskih matematikov.

## A
- Lars Valerian Ahlfors (1907 – 1996)

## L
- Olli Lehto
- Anders Johan Lexell (1740 – 1784)
- Ernst Lindelöf
- Lorenz Lindelöf  (1827 – 1908)
- Olli Lounasmaa

## M
- Hjalmar Mellin (1854 – 1933)
- Pekka Myrberg (1892 – 1976)

## N
- Edvard Neovius (1851 – 1917)
- Frithiof Nevanlinna (1894 – 1977)
- Rolf Nevanlinna (1895 – 1980)

## S
- Karl F. Sundman (1873 – 1949)

## V
- Jussi Väisälä (1935 –)
- Kalle Väisälä (1893 – 1968)
- Vilho Väisälä (1889 – 1969)